# Delias fascelis
Delias fascelis is een vlindersoort uit de familie van de Pieridae (witjes), onderfamilie Pierinae.
Delias fascelis werd in 1912 beschreven door Jordan.